# Los Zopilotes Txirriaos
Los Zopilotes Txirriaos es un grupo ranchero creado en Pamplona (Navarra). Fundada en 2009 a partir del grupo Impekables y así se ubican al estilo Napar-Mex. 

## Miembros[2]
- "Konejo" Eseberri - voz
- "El Largo" - bajo
- Kristobal "Baltxo" - guitarra
- Montxo "El Emperador Iturbide" - bajo
- Iñaki "El Boliviano" - trompeta
- Ion “Expexo” - trompeta
- "Juxepo" - trompeta
- Eneko "El Rayo de Ataun" - trikitixa
- Ander My Wheels - bombo y caja
- Laura "La Valentina" - voz
- Julen Barragués - técnico de sonido

## Discografía
- Hijos de la Tsingada (2011, Lâbatelkuëyo Records)
- La Salutxita (2013, Mauka )
- Entre Atxunes y Culebras (2017, Lâbatelkuëyo Records)
- La Chica Maravilla (2022, Mariachi Records)